# Wendlandia lauterbachii
Wendlandia lauterbachii är en måreväxtart som beskrevs av Theodoric Valeton. Wendlandia lauterbachii ingår i släktet Wendlandia och familjen måreväxter.
Artens utbredningsområde är Papua Nya Guinea. Inga underarter finns listade i Catalogue of Life.